# 六軒家
六軒家（ろっけんや）は、愛知県名古屋市港区の地名。丁番を持たない単独町名である。住居表示未実施地域。

## 地理
名古屋市港区西福田地区に位置する。

## 歴史
江戸前期に開発された海東郡西福田新田の一部にあたる。

### 町名の由来
江戸期から福田川古堤通に民家が並んでいたため、「六軒屋」と通称されていたことによる。江戸後期成立の『尾張徇行記』には以下のように記載がある。

### 行政区画の変遷
- 2015年（平成27年）11月21日 - 港区南陽町大字西福田字赤樋・字丸山の全域および南陽町大字西福田字雁島・字源蔵池・字西野の各一部により、同区六軒家として成立[1]。

## 世帯数と人口
2019年（平成31年）3月1日現在の世帯数と人口は以下の通りである。
| 町丁   | 世帯数  | 人口  |
| ------ | ------- | ----- |
| 六軒家 | 129世帯 | 298人 |

## 学区
市立小・中学校に通う場合、学校等は以下の通りとなる。また、公立高等学校に通う場合の学区は以下の通りとなる。
| 番・番地等 | 小学校                 | 中学校               | 高等学校 |
| ---------- | ---------------------- | -------------------- | -------- |
| 全域       | 名古屋市立西福田小学校 | 名古屋市立南陽中学校 | 尾張学区 |

## 施設

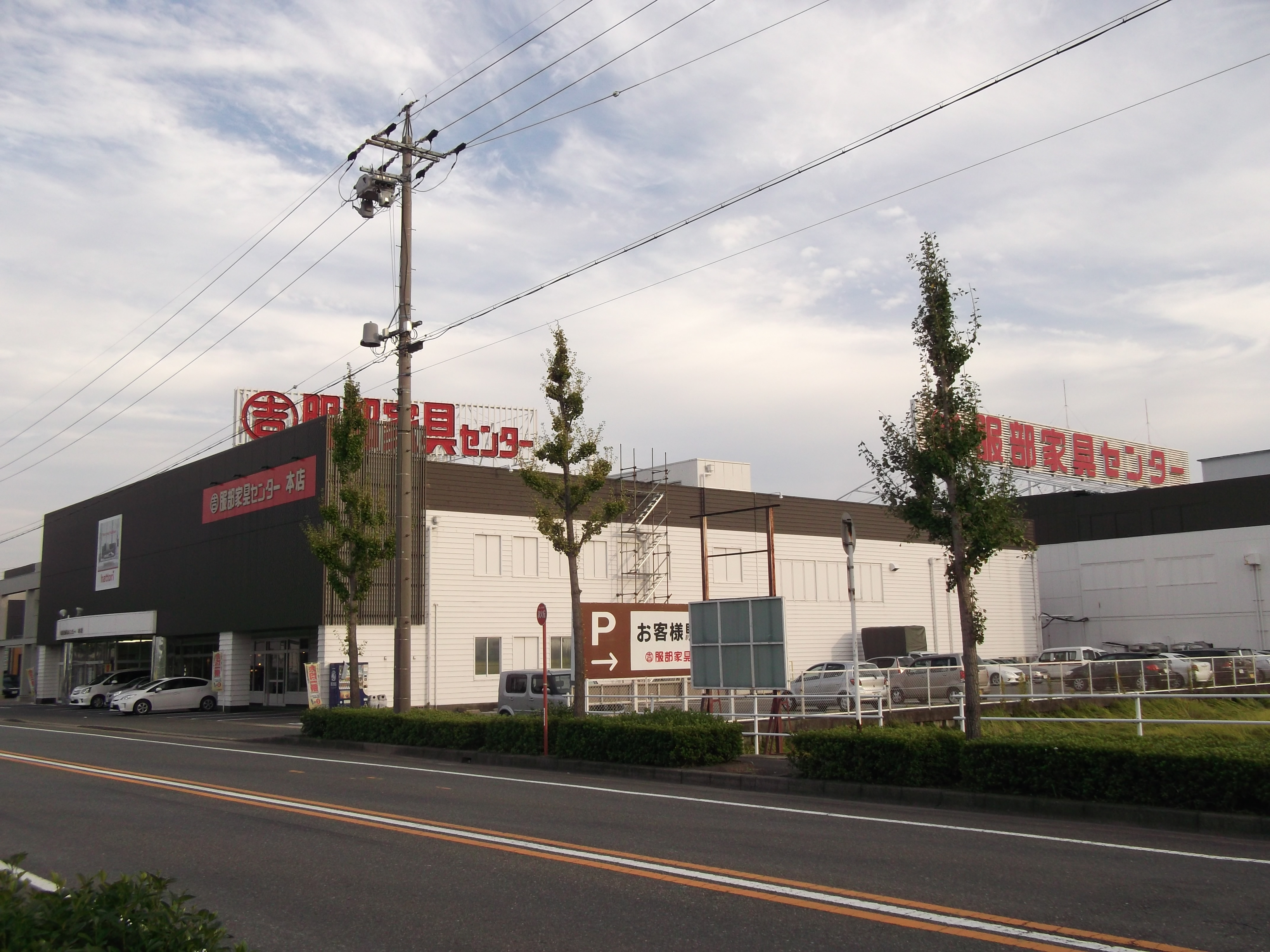
服部家具センター

- 服部家具センター

## その他

### 日本郵便
- 郵便番号 : 455-0877[3]（集配局：名古屋港郵便局[8]）。